# Rosario García Ortega
Rosario García Ortega, també coneguda com a Charo García Ortega (Buenos Aires, Argentina, 1911 - Madrid, 1994), va ser una actriu espanyola.

## Biografia
Filla dels actors Francisco García Ortega i Josefina Nestosa i germana de Luis i Margarita García Ortega. Dedicada des de molt jove a la interpretació, la seva carrera professional comença en la dècada de 1920. En 1929 ja actuava en els grans teatres de Madrid i estrenava en España Alicia sienta la cabeza, de James Matthew Barrie, en traducció de Gregorio Martínez Sierra i junt a Catalina Bárcena, una de les actrius més destacades del panorama teatral espanyol del moment. En la dècada de 1930 hom pot destacar la seva participació en Los hermanos de Betania (1935), amb la companyia de María Guerrero López i Fernando Díaz de Mendoza y Guerrero.
Després de la Guerra Civil Espanyola, forma companyia amb García León i realitza una gira per Llatinoamèrica, on posa en escena entre altres obres En mi casa mando yo (1944), d'Antonio López Monís y Peña. Un any després, de retorn a Espanya, forma companyia amb Carlos Díaz de Mendoza i porten als escenaris, entre altres peces, Humo (1945), de Joaquín Romero Marchent, La pura mentira (1945), d'Araceli de Silva o Lo que hablan las mujeres (1949), dels germans Álvarez Quintero.
En 1950 debuta en cinema amb la pel·lícula Pequeñeces, de Juan de Orduña i durant una dècada centra la seva activitat en la pantalla gran, intervenint en més de 20 títols, entre els quals poden esmentar-se Agustina de Aragón (1950), Cómicos (1954) de Juan Antonio Bardem o Recluta con niño (1956). Després de 1962 només va intervenir molt puntualment en cinema amb títols com La Regenta (1975), Tiempo de silencio (1986) o La casa de Bernarda Alba (1987).
De tornada als escenaris, sobre les taules del Teatre María Guerrero, interpreta sota la direcció de José Luis Alonso i al costat de figures com José Bódalo, Antonio Ferrandis i Amelia de la Torre Eloísa está debajo de un almendro (1961), de Enrique Jardiel Poncela; Soledad (1962), de Miguel de Unamuno; Juana de Lorena (1962), de Maxwell Anderson; Los caciques (1962), de Carlos Arniches; El jardín de los cerezos (1963), d'Anton Txèkhov; Los verdes campos del Edén (1964), d'Antonio Gala; El proceso del arzobispo Carranza (1964), de Joaquín Calvo Sotelo; Homenaje (1978), de Bernard Slade.
En 1965 deixa la companyia del Maria Guerrero, però contínua la seva carrera teatral durant més de 25 anys, amb obres com Los físicos (1965), de Friedrich Dürrenmatt, amb Narciso Ibáñez Menta; ¡Quiero ver a Miusov! (1966), de Valentin Cataviev, junt a Antonio Casal; Mala semilla (1966), de Maxwell Anderson; El caballo desvanecido (1967), de Françoise Sagan; El alma se serena (1968), de Juan José Alonso Millán; Milagro en Londres (1972), de José María Bellido; Se vuelve a llevar la guerra larga (1974), de Juan José Alonso Millán; ¿Por qué corres, Ulises? (1974), d'Antonio Gala; La venganza de la Petra (1979), de Carlos Arniches; Luces de Bohemia (1984), de Valle-Inclán o La doncella, el marinero y el estudiante (1985), de García Lorca.
En les dècades de 1960 i 1970 també va realitzar incursions en televisió per a espais com Estudio 1, Novela o Al filo de lo imposible .

## Premis
Medalles del Cercle d'Escriptors Cinematogràfics
| Any  | Categoria                | Pel·lícula | Resultat   |
| ---- | ------------------------ | ---------- | ---------- |
| 1956 | millor actriu secundària | La espera  | Guanyadora |